# 埼玉プロレス
埼玉プロレス（さいたまプロレス）は、日本のプロレス団体。

## 歴史
団体名に「埼玉」が含まれているが、これはサバイバル飛田が埼玉出身ゆえの屋号のようなもので旗揚げから2010年までに埼玉で興行を開催したのは川越で2003年8月と2005年7月の2回だけである。東京以外では大阪と栃木で開催されたことがある。
1999年3月29日、大田区民プラザで旗揚げ戦を開催。旗揚げ以降は板橋産文ホール、金町地区センター、赤塚公会堂、ファーストスピリット（キングダムエルガイツの聖蹟桜ヶ丘ジム）などを経て2011年からはケルベロス（総合格闘技ジム）を常打ち会場としている。
旗揚げ戦では通常のリングを使用したが旗揚げ戦以降はファーストスピリット以外では運動やアウトドア用のマットを使用している。ゴングがないことも多く時としてフライパンのような金物やラジカセを叩いて代用とした事もあった。毎回、飛田はメインイベントで社会の歪みが生み出した怪人とウルトラファイト的な試合を繰り広げている。
本興行とは別に「インディーサミット」、「GPWA興行」、「ALL TOGETHER」などに対するあてつけで同日に「ザ・腐れどインディープロレス」を開催することもある。

## 所属選手、主要参戦選手
- サバイバル飛田
- スモウタンク
- ブラックバロン
- ポセイドン・サミー
- 姥捨山大五郎
- フライング・ジパンガー
- 広島のおじき
- 零狼
- SPWCガルベス
- おそろしゴリラ
- 赤ゴリラ
- キング・ゴリラer
- マスクド休火山
- 不知火
- JRFライオン
- ケン・片谷
- グレート・キラース
- BLACK BART
- 武丸
- STRONGおまんマン
- 変質者
- 乞食
- 崖の下のボニョン
- "29周年記念"ゼイ肉マン（58代目）
- イカ乳頭
- タコ乳頭
- 越谷のやばいねえちゃん
- 迷惑姉ちゃんさん
- その日暮らしのゲリエッティ
- 手足付きだるま女
- 躰道ドリンコ
- 資源ゴミ泥棒
- ガイコツおやじ
- スクリーミング・スクリーマー1号
- 山田マン￡
- かへる君
- THE・健康憂慮字于児
- 貨幣泥棒
- "カプセル怪人"シャルマン
- wonderman

## サバイバル飛田と対戦した怪人
- "原始猿人"ヴァーゴン
- 木乃伊男
- 木人ケン
- "2000年問題を前に町工場から追放された暴走する産業機械"自動戦士ガルダム
- "愛と真実の人"三日月仮面
- アステカ・ケンドー
- "空き缶ポイ捨てへの怒り"ボーキサイト・ミディアム
- 携帯ペットゲーム機の逆襲"怪獣人"GYAOPPPI
- "秩父山麓"山おやぢ
- BRAIN&DISASTER
- 恋愛シミュレーションゲームの弊害"上・同・下級生"トゥルーラブ・トゥハート・センチメンタル・メモリアル
- マダム山おやぢ・ドリルばばぁ
- "汚された海からの怒りの代弁者"THE HIGATA
- "殺人狂化人間"飛田キラー
- "水質汚濁"がま親分
- スイカ頭
- "妖怪"糞ったれっ
- "偏差値37からの使者"教育ママゴン
- "節分鬼"鬼マン
- "銀河宇宙からの侵略者"スペイス・ギャラクシヤン
- "新宿の悪夢"ダズ・ドッペルゲンゲル
- 海人"南船橋"海ぺろりん
- "駅前自転車置き場に放置された「悲しみ」と「怒り」の叫び"ザ・サイクル野郎
- "小豆沢の主"小豆沢ヂャック
- 入間川河川敷在住"ザ・むち"なサウルス1号
- "魔人"POWER
- 得体の知れない人
- 河ギラス
- アスベスト石原
- ヂ・アセヤン怪貝人
- "怪奇生物"近所のドンドロ
- "マーベラス"元祖口裂けおじさん
- "害虫王者"蟲々キング
- "犯人（ホシ）を継ぐ者"自動戦士Zガルダム
- ジ・いじめマン
- "未確認生物"キングドブゴン
- "怪人"ゴクゴクchu
- バイオケミカルモンスター"可燃性"燃えよごみオトコ
- GUMTEもったいないおぢさん
- "スーパーラット"STRONGねずみ人間
- "H.N.匿名希望"言葉の暴力怪人
- ザ・通り魔ン
- "半透明人間"レジブクラー
- Monster×Monster
- "虚弱体質"骨ガリゴン
- "未確認生物"霙男ビッグシット
- "迷惑生物"下水ザウルス
- "悪質人造化学代用兵器人形"バ・ケ・モ・ノ
- "怪人"ニホンヂン
- "妖怪人"へどげろ
- "御当地怪人ごぞんじ"駄魔川ガルデッド
- "全温度"地底人
- "棒暴君"イヂョウキセウー
- "野生のプレデリアン"害獣太郎
- "仰天生物"煩悩〜ン108
- "恐人"バランダァァァー
- コンビニ強盗
- マンホール人
- ニコイチ
- 銭ゲバラ
- "野生のプレデリアン"害獣太郎2世

## スタッフ

### リングアナウンサー
- ブレーメン大島
- ブロディ安藤